# 동북아개발은행
동북아개발은행(동북아시아 開發 銀行, NorthEast Asian Development Bank, NEADB)은 2014년 3월에 북한이 비핵화할 경우를 전제로 박근혜대통령이 독일 드레스덴에서 설립을 제안한 은행이며, 현재 설립 구상중이다.

## 배경
북한이 핵을 포기할 경우 북한의 경제 개발을 지원하기 위해 한국이 주변국, 국제 기구와 함께 설립하기로 한 은행으로 2014년 3월 박근혜 대통령이 독일 드레스덴에서 제안했다.

## 같이 보기
- AIIB
- 동북아개발